# Nuestra Belleza Jalisco
Nuestra Belleza Jalisco est le concours de beauté de l'État de Jalisco, au Mexique.

## Lauréates
Ci-dessous se trouve la liste des lauréates du concours Nuestra Belleza Jalisco, la municipalité qu'elles représentaient, ainsi que l'année et le classement final de leurs concours respectifs Miss Jalisco. L'année de victoire à Nuestra Belleza Jalisco précède toujours d'un an la participation au concours de l'État.

### Miss Jalisco
| Année | Lauréate                           | Municipalité          |
| ----- | ---------------------------------- | --------------------- |
| 2010  | Karin Cecilia Ontiveros Meza       | Amatitán              |
| 2009  | Jimena Navarrete                   | Guadalajara           |
| 2008  | Karla Carrillo González            | Guadalajara           |
| 2007  | Lupita González Gallegos           | Tepatitlán de Morelos |
| 2006  | Gladys Castellanos Jiménez         | Guadalajara           |
| 2005  | Karina López Pérez                 | Jalostotitlán         |
| 2004  | Joanna Rivera Sibson               | Zapopan               |
| 2003  | Ariadna Itzel Muro Esquivel        | Zapopan               |
| 2002  | Beatriz García Barragán            | Guadalajara           |
| 2001  | Miriam de Jesús Ayala Nuñez        | San Miguel El Alto    |
| 2000  | Jacqueline Bracamontes Van Hoorde  | Guadalajara           |
| 1999  | Maria Pia Marín Gutiérrez          | Encarnación de Díaz   |
| 1998  | Gloria Alejandra Morales Hernández | Zapopan               |
| 1997  | Tatiana della Rocca                | Tepatitlán de Morelos |
| 1996  | Yessica Salazar González           | La Barca              |
| 1995  | Tania Prado Laursen                | Zapopan               |
| 1994  | Luz Elena González de la Torre     | Guadalajara           |